# Gaetano Barba
Gaetano Barba (Napoli, 8 febbraio 1730 – Napoli, 6 dicembre 1806) è stato un architetto e ingegnere italiano.

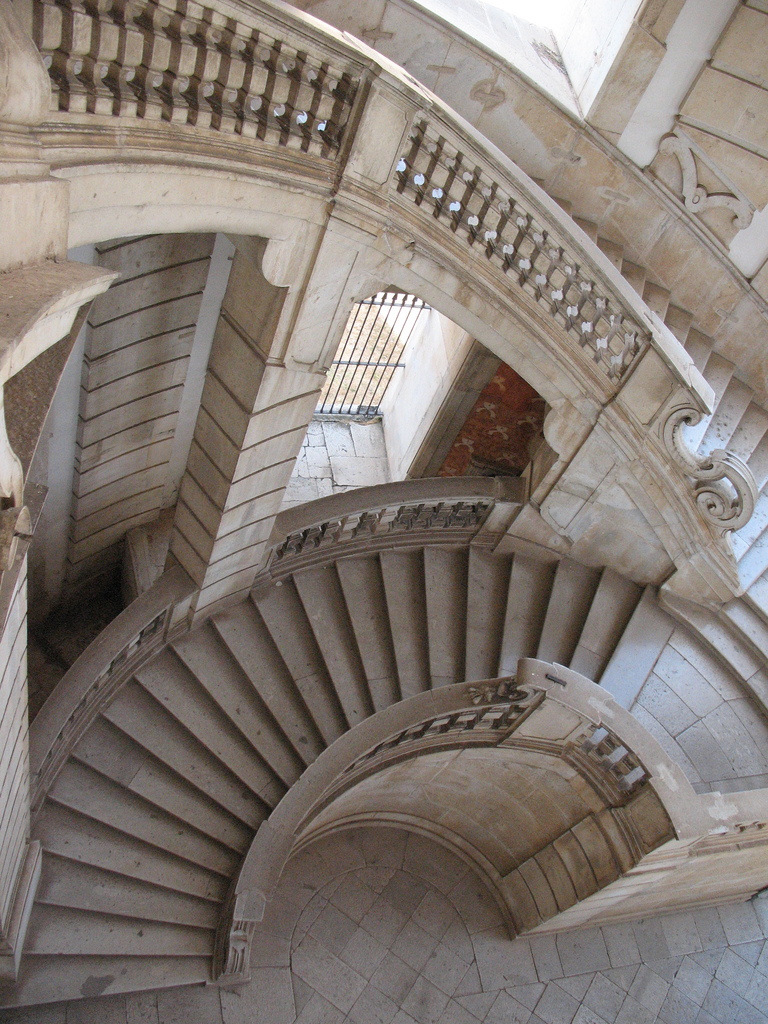
Scalone monumentale ellittico, Certosa di Padula

Fu uno dei massimi esponenti dell'architettura settecentesca napoletana ed operativo tra Napoli e nella Terra di Lavoro. Ha collaborato con le maggiori personalità dell'architettura napoletana del periodo come: Mario Gioffredo, Giovanni del Gaizo, Giuseppe Astarita, Pompeo Schiantarelli, Nicola Tagliacozzi Canale, Bartolomeo Vecchione, Carlo Vanvitelli e con l'Accademia di San Luca, poiché era un accademico.

## Biografia
La formazione dell'architetto avvenne tra il 1748 e il 1760, dopo esperienze nel campo della pittura iniziò a dedicarsi all'architettura frequentando Mario Gioffredo. Egli sviluppa un proprio linguaggio architettonico regolato da proporzioni ed elementi geometrici con soluzioni del barocco napoletano di Ferdinando Sanfelice e le influenze classiche di Luigi Vanvitelli, Gioffredo e di Ferdinando Fuga. Dal 1764 ebbe contatti con i certosini della Certosa di Padula che a Napoli avevano diversi beni immobili, nello stesso anno divenne architetto del Tribunale delle Fortificazioni, del Tribunale della Salute, del Banco dei Poveri insieme a Giovanni del Gaizo e architetto della Città di Napoli dopo la morte di Nicola Tagliacozzi Canale.
Gaetano Barba è menzionato il 23 luglio 1752 nell'elenco dei cittadini ai quali fu consegnato il passaporto per uscire dal Regno di Napoli (ASN, Segreteria di Stato di Casa Reale, fs. 1257, Elenco giornaliero dei cittadini nazionali e stranieri ai quali è stato concesso il passaporto). È altamente probabile che abbia soggiornato a Roma, data la profonda conoscenza dell'architettura romana che si esplicita nella sua produzione.
Nel 1755 il Barba è attivo nella villa del marchese Paternò al Ponte di San Rocco, fuori Napoli, dove accomoda “ad uso di provido padre di famiglia” la casa presa in affitto da Teodoro Davel, mercante svizzero. Nella stessa villa, secondo la ricostruzione proposta da Marco di Mauro, interverrà dopo il terremoto del 1805 per restaurare la facciata. Il 3 gennaio 1755 viene pagato per il disegno dell'antiporta, della cantoria e dell'organo della cattedrale di Giovinazzo.
Dal 1768 fu ingegnere ordinario della Certosa di Padula dove, fino al 1772, seguì i lavori della scala della biblioteca e del chiostro. Dopo due anni fu ingegnere ordinario presso la Sant'Agostino alla Chiesa. Nel 1769 fu insieme a Carlo Zoccoli e Bartolomeo Vecchione tra gli ingegneri che presentarono una relazione sul dissesto della facciata di Palazzo Ricca, sede del Monte dei Poveri in via Tribunali. Nel 1772 la facciata del palazzo fu realizzata su suo disegno.
Nel 1775 fu l'autore di Palazzo Paternò a Caserta, voluto dal marchese Lorenzo Paternò per il figlio Vincenzo che venne nominato Ministro della Guerra. Fu molto attivo anche a Marcianise dove diresse i lavori di costruzione di diverse strade ed acquedotti e progettò la Fontana dei Delfini. Dalla metà degli anni sessanta fino agli anni novanta del XVIII secolo fu operativo a più riprese a Giugliano in Campania dove realizzò progetti per la chiesa di Santa Maria della Purità, il Palazzo Marzano e la chiesa dell'Annunziata. Fu incaricato, nel 1782, dal Tribunale delle Fortificazioni di eseguire i disegni e preparare le relazioni riguardo al progetto di Palazzo Medici di Ottaviano. Dal 1780 al 1787 diresse alcuni lavori per il monastero di San Pietro a Majella. Nel 1786 realizzò il restauro di Palazzo Filangieri d'Arianello e fornì una relazione sul restauro della reale cappella del Tesoro di san Gennaro in competizione con Pompeo Schiantarelli. Tra il 1791 e il 1793 seguì importanti lavori di ristrutturazione a Palazzo Albertini di Cimitile. Tra il 1792 e il 1798, insieme a Francesco Maria Cappelli e Carlo Vanvitelli, fu impegnato come direttore dei lavori della Chiesa della Santissima Trinità dei Pellegrini. Negli ultimi anni della sua vita fu assistito dal figlio Bernardo, che subentrò poi al padre nelle cariche di architetto ordinario del monastero di San Giuseppe a Pontecorvo, del Monte di Manso e del Banco dei Poveri e, presumibilmente, nel restauro di Villa Paternò.